# Association sportive de la police de Paris
Pour les articles homonymes, voir AS Police.
L'Association sportive de la police de Paris est un club omnisports situé à Paris fondé en 1901 sous le nom de Société d'escrime et de culture physique de la préfecture de police. Il prend ensuite le nom d'Association sportive de la Préfecture de police en 1921 puis son nom actuel en 1982. L'ASPP a obtenu de nombreux succès aux Jeux olympiques, dans les compétitions nationales, internationales, civiles ou policières.
Parmi les 27 sections qui ont composé le club, c'est la section de handball qui a été le porte-drapeau de l'ASPP. Créée en 1943 par le gardien de la paix Godflam, alors moniteur d'éducation physique à la préfecture de police, la section a évolué de nombreuses saisons dans l'élite jusqu'à la fin des années 1970, remportant dix Championnats de France dans les années 1950 : huit dans sa version à onze en plein air puis deux en salle.

## Histoire
Désireux de pratiquer le sport des armes, quelques fonctionnaires décident en 1901 de fonder un club d'escrime. Lucien Célestin Mouquin (président), Jules Médard (vice-président), Louis Guillaume (secrétaire-trésorier) et Charles Meyer (secrétaire trésorier adjoint) en composent le premier bureau. La Société d'escrime et de culture physique de la préfecture de police est déclarée le 25 mai 1912 .
En avril 1921, la société change de nom pour s'appeler l'Association Sportive de la Préfecture de Police. Son premier président est Louis Guillaume et son vice-président Simon Duponnois. À la mort de Louis Guillaume en mai 1922, il  lui succède en tant que président avant lui aussi de décéder en mai 1923 et de laisser la place à Gaston Faralicq. Sous son impulsion, l'association récupère un terrain occupé par une décharge au 204 avenue Jean-Jaurès à Pantin. Il est nettoyé et aménagé par les adhérents pour pouvoir faire du sport. Ce terrain sera renommé stade Gaston-Faralicq avant d'être à nouveau transformé dans le cadre du Grand Paris.

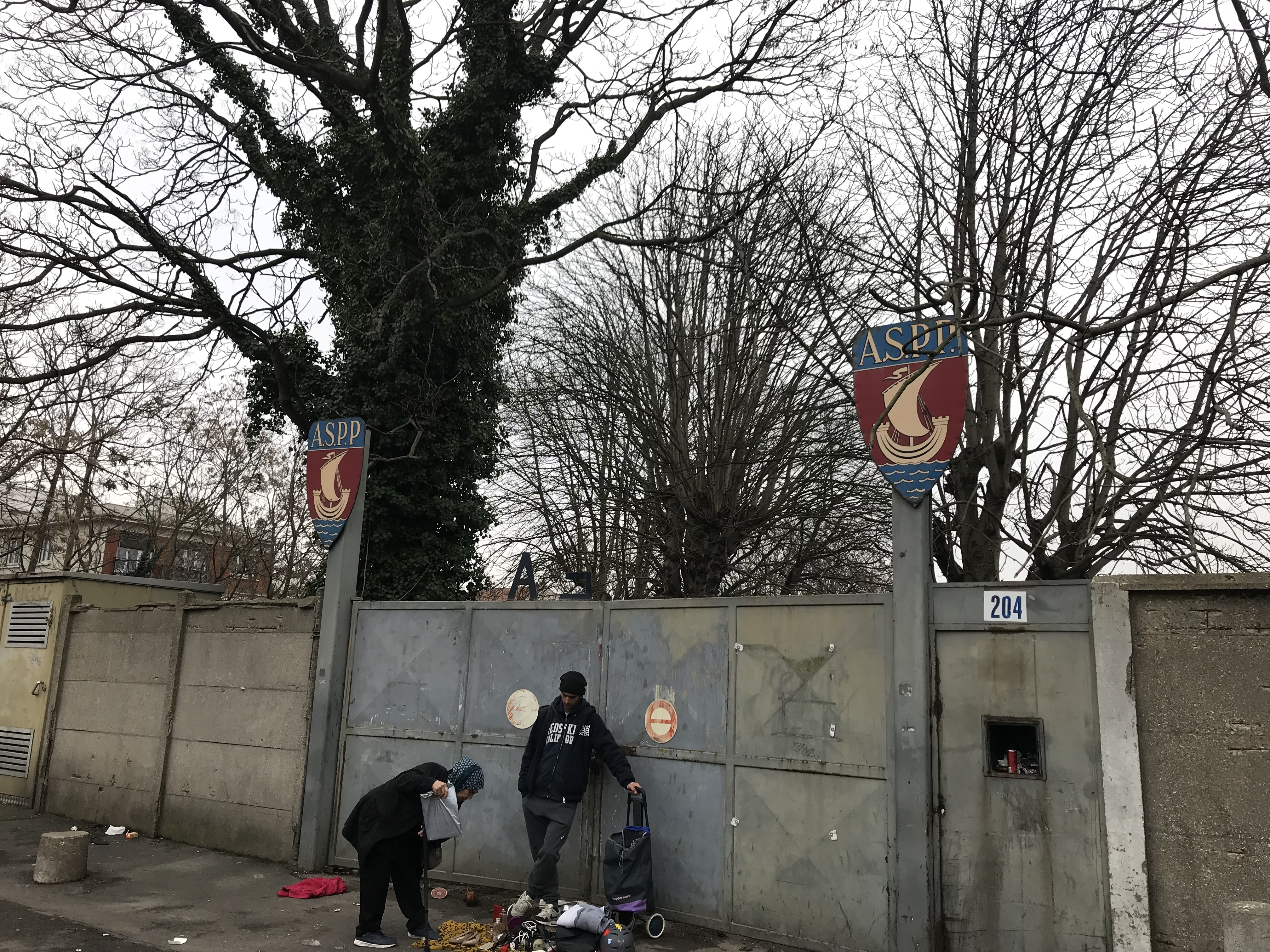
Stade Gaston Faralicq au 204 avenue Jean-Jaurès à Pantin

Enfin en 1982 l'association prend son nom actuel d'association sportive de la police de Paris.
L'Association, régie par la loi de 1901, offre tout ce que le sport peut procurer ; tant sur le plan moral que physique. Dans le même temps, elle apporte aux services de la Préfecture de police un concours indéniable dans son rôle de formation et d'entraînement, complétant et prolongeant les activités sportives prévues au cours des stages de formation des fonctionnaires du Secrétariat Général pour l'Administration de la police de Paris.
Elle contribue également à soutenir le prestige de la police parisienne dans l'esprit du public sportif français.
L'Association axe aussi son action vers les jeunes qui fréquentent les Centres de jeunesse. Dispensés par des professeurs, moniteurs diplômés chacun peut s'initier s'entraîner progresser.
Aujourd'hui l'ASPP n'a plus de salle propre. Les différentes sections sont hébergées dans des salles municipales ou privées.

## Section handball
Le club fait ses armes en handball à onze (en extérieur, sur un terrain herbeux) et est d'ailleurs le meilleur club français, remportant huit titres de Championnat de France. Puis, comme tout le monde, il bascule vers son format à sept joueurs en salle avec deux nouveaux titres en 1954 et 1955 et plusieurs place d'honneurs jusqu'en 1969. Mais le club est relégué en 1973

### Palmarès
Handball à onze
- Vainqueur du Championnat de France (8) : 1948, 1950, 1951, 1952, 1954, 1955, 1956 et 1957
- Finaliste de la Coupe de France (2) : 1949 et 1951 (forfait[4])

Handball à sept
- Vainqueur du Championnat de France (2) : 1954, 1955
- Finaliste en 1953, 1962, 1964, 1965 et 1967
- Finaliste ou demi-finaliste en 1957
- Demi-finaliste en 1956, 1969

### Personnalités liées au club
Parmi les personnalités liées au club, on trouve :
- Gérard Balassi, gardien de but, neuvième au championnat du monde 1958
- André Beaucourt, neuvième au championnat du monde 1958
- Jean-Jacques Brunet, quatorzième au championnat du monde 1964 et dixième au championnat du monde 1967
- Maurice Chastanier, arrière gauche, capitaine de l'équipe de France[5], neuvième au championnat du monde 1958 et quatorzième au championnat du monde 1964
- Jean Faye, sélectionné au championnat du monde 1970 en France[5],
- Félix Gaonac'h, sixième au championnat du monde 1954
- Jean Laterrot, gardien de but[5]
- Roger Orvain, neuvième au championnat du monde 1958
- Michel Pichot, capitaine de l'équipe de France à onze puis à sept[5], sixième au championnat du monde 1954 et neuvième au championnat du monde 1958
- Serge Pons, joueur de 1975 à 1980
- Jean Robart, sixième au championnat du monde 1954
- Claude Sagna, premier international français de couleur[5] (antillais), au club de 1948 à 1959 et de 1961 à 1970[6], sixième au championnat du monde 1954
- Gérard Tancrez, international en 1968 et futur arbitre international.

## Articles liés
- Préfecture de police de Paris
- AS Police (page d'homonymie)